# Coryphaenoides marshalli
Coryphaenoides marshalli is een straalvinnige vissensoort uit de familie van rattenstaarten (Macrouridae). De wetenschappelijke naam van de soort is voor het eerst geldig gepubliceerd in 1970 door Iwamoto.